# Hu Yaobang
Hu Yaobang en chino, 胡耀邦; pinyin, Hú Yàobāng; Wade-Giles, Hu Yao-pang; (Liuyang, 20 de noviembre de 1915-Pekín, 15 de abril de 1989) fue un líder de la República Popular China, cuya muerte desencadenó la Revuelta de la Plaza de Tiananmén. Hu pertenecía a la segunda generación de dirigentes de la República Popular, que emprendió reformas durante la década de 1980, y fue durante mucho tiempo el candidato principal para suceder a Deng Xiaoping. Hu jugó un papel importante en el programa "Boluan Fanzheng". Perdió gran parte de su reputación durante las protestas estudiantiles de 1986, pues se le consideró incapaz de controlarlas.

## Inicio de su carrera
Nació en la ciudad de Liuyang, en la provincia de Hunan, en el seno de una familia pobre. A los 14 años dejó el hogar paterno para enrolarse a las fuerzas comunistas, ingresando en el Partido Comunista de China en 1933. Participó en la Larga Marcha y ejerció como oficial político en el Ejército Popular de Liberación bajo el mando de Deng Xiaoping. Tras el advenimiento de la República Popular lideró la Liga Juvenil Comunista. Ejerció muchos cargos en el partido y fue un líder importante del mismo tras la Revolución Cultural.

## Reformista

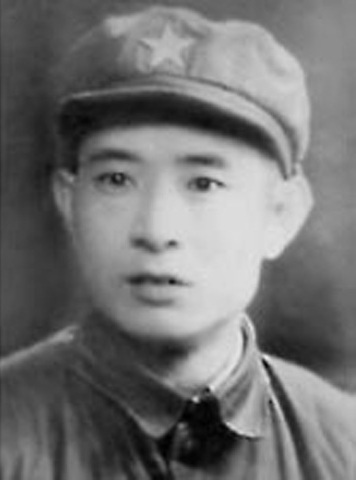
Hu Yaobang en 1930.

Cuando Deng Xiaoping obtuvo el control del Partido Comunista, el rival de Deng, Hua Guofeng fue relevado por Zhao Ziyang como primer ministro de la República Popular China en 1980 y por Hu Yaobang como Presidente del Partido Comunista en 1981. Hu también tomó posesión del cargo de Secretario General del Partido en 1980, aunque hasta mediados de 1990 fue Deng el líder chino de mayor influencia, a pesar de que sólo ostentaba el título de Presidente de la Comisión Militar Central del Partido.
Durante su mandato, Hu trató de rehabilitar a los perseguidos durante la Revolución Cultural. En China se sostiene mayoritariamente la opinión de que ese fue su logro más importante.
Aunque Hu fue declarado reformista, y uno de los socios más importantes de Deng Xiaoping, en 1987 se le forzó a dimitir del puesto de Secretario General del Partido Comunista de China; que dejó oficialmente el 16 de junio. Deng forzó a Hu a dimitir porque Hu no tuvo éxito controlando las manifestaciones estudiantiles de 1986.

## Fallecimiento y las protestas de Tian'anmen
Hu Yaobang falleció a causa de un infarto de miocardio en el transcurso de una reunión del Partido el 15 de abril de 1989. En el anuncio de su muerte se le describió como: "El camarada Hu Yaobang fue un acérrimo guerrero comunista, un gran revolucionario proletario y hombre de Estado, y un destacado líder del Ejército Chino". Aunque era un oficial "retirado" que había cometido "errores", la presión pública forzó al Partido Comunista de China a concederle un funeral de estado con la presencia de los líderes del partido, y a emitir un elogio que destacaba su trabajo restaurando la norma política y promoviendo el desarrollo económico tras la Revolución Cultural.
Sin embargo, mucha gente quedó insatisfecha con la lenta respuesta del partido. El luto público empezó en las calles de Pekín y en el resto del país. En la capital se centró en el Monumento a los Héroes del Pueblo en la Plaza de Tian'anmen. Este luto fue el cauce público de las iras ante la percepción de nepotismo del gobierno, la destitución injusta, la muerte temprana de Hu, y el papel desempeñado en la sombra por los "ancianos", líderes oficialmente retirados que no obstante mantenían un poder casi oficial, como Deng Xiaoping. Las protestas se incrementaron y desembocaron en la Revuelta de la Plaza de Tian'anmen. Las ideas de Hu concernientes a la libertad de expresión y libertad de prensa influyeron en gran medida a los estudiantes que participaban en las protestas.
Tras el funeral de Hu, su cuerpo fue incinerado. Hay rumores que indicarían que su viuda inicialmente quiso que sus cenizas fueran enterradas en su casa de Liuyang. No obstante, los líderes locales dudaron aceptar una petición tan controvertida, y fue finalmente enterrado en Gongqingcheng (literalmente "Ciudad de la Juventud Comunista").

## Posible rehabilitación
A pesar de su evaluación oficial altamente favorable por parte del gobierno, los medios de comunicación enmudecieron, y su nombre no se mencionó públicamente tras 1989. Los medios impresos que conmemoraban el aniversario de su muerte en 1994 fueron retirados antes de publicarse.
El 9 de septiembre de 2005 se informó en el Washington Post, en el artículo "Los planes de China para honorar a un reformista", acerca de los planes de rehabilitar su imagen, con motivo del 90 aniversario de su nacimiento, el 20 de noviembre. Se recopiló una colección de sus escritos y se redactó una biografía oficial. La biografía fue fuente de controversia, pues hay una biografía de tres volúmenes redactada por ex ayudantes de Hu Yaobang, que permanece sin publicarse y está bajo el control del gobierno. Se planeó celebrar un acto conmemorativo en Hunan, donde nació. Aunque ha sido visto por algunos observadores como un posible paso preliminar para revaluar la Revuelta de la Plaza de Tian'anmen de 1989, tales movimientos siguen siendo rechazados.
El 18 de noviembre de 2005, el Partido Comunista celebró oficialmente el 90 aniversario del nacimiento de Hu Yaobang (la celebración fue adelantada dos días), con actividades en la Casa del Pueblo.
Aunque las revistas que iban a publicar artículos conmemorativos fueron inicialmente detenidas antes de publicarlos, la prohibición se levantó y las revistas se publicaron.
Esa fue la primera vez que el nombre de Hu Yaobang apareció públicamente. Existen posibilidades de que su imagen se rehabilite, lo que podría conllevar una revaluación de la Revuelta de la Plaza de Tian'anmen por parte del Partido Comunista.
Algunos analistas políticos han aducido que la administración del anterior presidente Hu Jintao deseaba asociarse con la popular imagen de Hu Yaobang. Ambos llegaron al poder a través de la Liga Juvenil Comunista. Hu Yaobang fue asimismo el causante del ascenso de Hu Jintao desde la Liga
Juvenil a la oficina central del Partido Comunista de China.
El 18 de noviembre de 2018 se inauguró una estatua en la ciudad natal de Hu, Liuyang, como reconocimiento a su trayectoria política.